# James-Clerk-Maxwell-Preis für Plasmaphysik
Der James Clerk Maxwell Prize for Plasma Physics ist ein jährlich von der American Physical Society vergebener Preis in Plasmaphysik. Er ist nach James Clerk Maxwell benannt und mit 10.000 Dollar dotiert.

## Preisträger
- 1975: Lyman Spitzer
- 1976: Marshall Rosenbluth
- 1977: John M. Dawson
- 1978: Richard Post
- 1979: Tihiro Ohkawa
- 1980: Thomas H. Stix
- 1981: John Nuckolls
- 1982: Ira B. Bernstein
- 1983: Harold Furth
- 1984: Donald William Kerst
- 1985: John H. Malmberg
- 1986: Harold Grad
- 1987: Bruno Coppi
- 1988: Norman Rostoker
- 1989: Ravindra Sudan
- 1990: William L. Kruer
- 1991: Hans R. Griem
- 1992: John Greene
- 1993: Russell Kulsrud
- 1994: Roy W. Gould
- 1995: Francis F. Chen
- 1996: Thomas Michael O’Neil
- 1997: Charles Kennel
- 1998: Boris Borissowitsch Kadomzew
- 1999: John Bryan Taylor
- 2000: Akira Hasegawa
- 2001: Roald Sinnurowitsch Sagdejew
- 2002: Edward Frieman
- 2003: Eugene N. Parker
- 2004: Noah Hershkowitz, Valery Godyak
- 2005: Nathaniel Fisch
- 2006: Chandrasekhar Joshi
- 2007: John Lindl
- 2008: Ronald Davidson
- 2009: Miklos Porkolab
- 2010: James F. Drake
- 2011: Gregor Morfill
- 2012: Liu Chen
- 2013: Phillip Sprangle
- 2014: Clifford Surko
- 2015: Masaaki Yamada
- 2016: Ellen Gould Zweibel
- 2017: Dmitri Dmitrijewitsch Rjutow
- 2018: Keith Burrell
- 2019: William Matthaeus
- 2020: Warren Bicknell Mori
- 2021: Margaret Galland Kivelson
- 2022: Amitava Bhattacharjee
- 2023: Thomas M. Antonsen
- 2024: Gregory W. Hammett, William Dorland